# Gilletiodendron glandulosum
Espèce
Synonymes
- Cymonetra glandulosa (Porteres) Roberty[1]
- Cynometra glandulosa (Porteres) J.Leonard[1]

Statut de conservation UICN

 VU B1ab(iii)+2ab(iii) : Vulnérable
Gilletiodendron glandulosum est une espèce de plantes à fleurs de la famille des Fabaceae.

## Publication originale
- Bulletin du Jardin Botanique de l'État à Bruxelles 21: 404. 1951.